# 非同一性問題
人口倫理学において、非同一性問題（ひどういつせいもんだい、英: nonidentity problem）は、ある行為が誰かにとって間違っているわけではなくても、その行為が間違っている場合があるという問題のことを指す。具体的にいえば、非同一性問題は、次の3つの見解を同時に受け入れることができないという問題のことを指す。
1. 人格影響説（英語版）
2. 完璧ではないが生きる価値のある人生を送る人を生むことは、その人にとって間違ったことではない
3. 人を生む行為は、誰かにとって悪いわけではなくても間違ったことである場合がある[1]

リフカ・ワインバーグは、生殖に関する倫理の研究で非同一性問題を用いた。